# Peerless (Slough)
Peerless uit Slough (Verenigd Koninkrijk) was aanvankelijk een onderdelenleverancier voor de Amerikaanse Peerless-truck. Men zou vanaf 1919 vrachtwagens bouwen. Van 1958 tot 1960 bouwde het ook een gran turismo.

## Vrachtwagens
Van 1919 tot 1933 verkocht het Engelse Peerless in Engeland uitgerangeerde Amerikaanse Peerless-vrachtwagens, waarna men zelf vrachtwagens ging bouwen. Deze vrachtwagens waren uitgerust met twee of drie assen, een servo-remsysteem met perslucht en de keuze uit een benzine- of dieselmotor. 

## GT

### Peerless Cars Ltd.

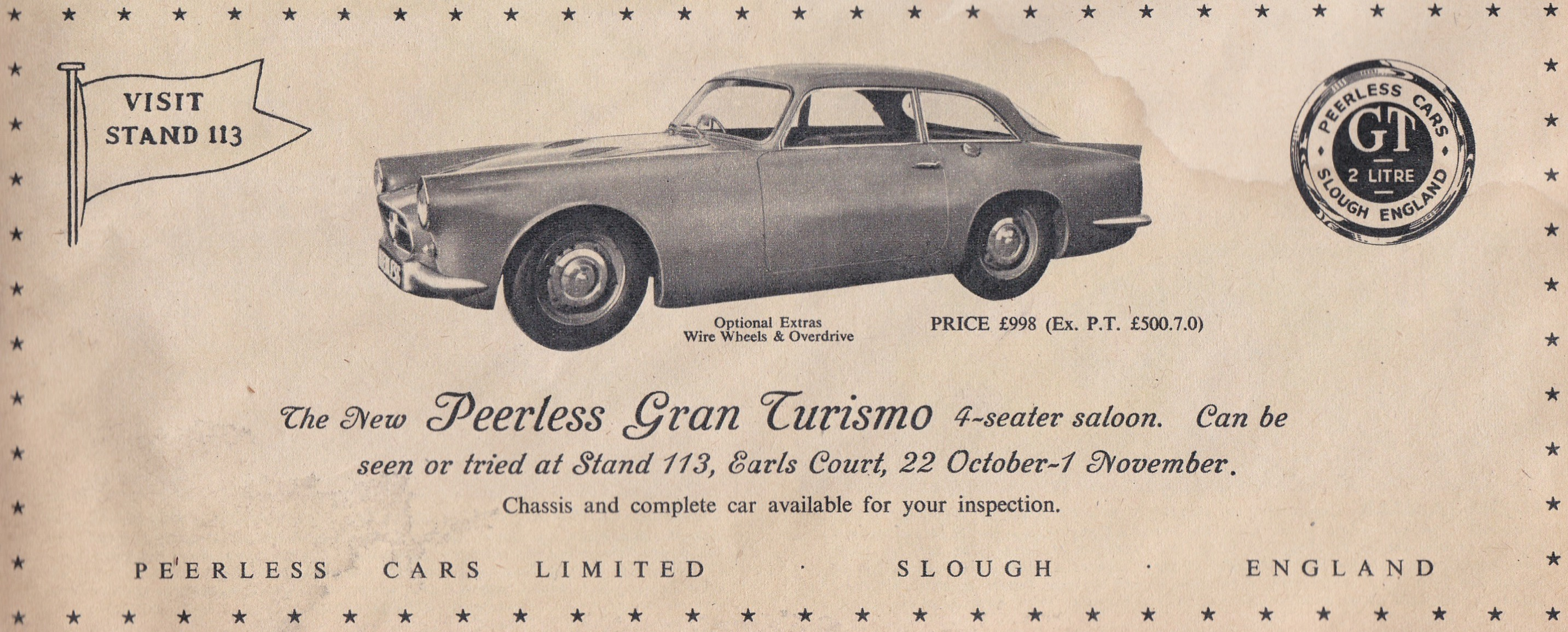
Advertentie voor de Peerless GT 2 Litre.

In 1956 wilde hoteleigenaar James Byrnes een eigen raceauto bouwen. Hij benaderde tuner Bernie Rodgers om die te ontwikkelen en bouwen. Byrnes kende mensen van Triumph, en zo haalde men daar de mechanische onderdelen. De auto's werden aanvankelijk Warwick genoemd, naar de county van Byrnes hotel. Al snel werd besloten er ook wat aan te verdienen door hem als goedkope GT op de markt te brengen. Ook besloot men de merknaam Peerless te gebruiken, daar die – zeker in de Verenigde Staten – gekend was.
De productie startte in 1958. In hetzelfde jaar eindigde een Peerless op de zestiende plaats in de 24 uur van Le Mans. De productieversie was daarentegen vrij langzaam, met een topsnelheid van slechts 170 km/h. Al in 1959 kwam er een tweede versie uit, die stijver was door een verbeterd productieproces van het koetswerk uit glasvezelversterkte kunststof. De firma kwam in 1960 in financiële problemen en werd dat jaar geliquideerd. Er waren toen zo'n 300 GT's geproduceerd.

### Gordon Automobile Company
In 1959 mocht Jim Keeble een prototype bouwen van een Peerless GT-chassis met V8-motor van Chevrolet. Na onenigheid verliet Byrnes zakenpartner John Gordon Peerless en naam Keeble mee. Hij richtte de Gordon Automobile Company op en bracht in 1964 de Gordon-Keeble op de markt.

### Bernard Rodgers Developments Ltd.
Rodgers startte een nieuw bedrijf, verbeterde de auto verder en bracht hem in 1960 onder de merknaam Warwick op de markt. Er werd ook begonnen aan een versie met 3,5 liter V8-motor van Buick, die GT350 werd genoemd. In totaal waren zo'n 40 GT's gemaakt toen het bedrijf in de problemen kwam. In 1962 werd ook dit bedrijf geliquideerd.

### Peerless Dublin Ltd.
Rodgers verhuisde naar Ierland om het daar opnieuw te proberen met Peerless Dublin Ltd. De intentie was om de GT350 daar te produceren voor de Amerikaanse markt onder de merknaam Peerless. Een prototype werd ontwikkeld. General Motors vond hem echter niet goed genoeg. Van de GT350 zijn uiteindelijk maar een handvol exemplaren gebouwd.